# سالی بولز
سالی بولز (انگلیسی: Sally Bowles) شخصیتی تخیلی ساختهٔ رمان‌نویس انگلستانی-آمریکایی کریستوفر ایشروود است. این شخصیت بر پایهٔ خوانندهٔ ۱۹ ساله کاباره ژان راس ساخته شده‌است. این شخصیت نخستین بار در رمان کوتاه سالی بولز نوشتهٔ ایشروود در سال ۱۹۳۷ که توسط انتشارات هوگارت منتشر شد، معرفی شد. این داستان مدتی بعد در رمان خداحافظ برلین در سال ۱۹۳۹ دوباره منتشر شد.